# Charles Pollard
Charles Roylon Pollard (né le 24 mars 1973 à Georgetown au Guyana) est un footballeur guyanien évoluant au poste de défenseur. Il joue actuellement pour le St. Ann's Rangers de la TT Pro League.

## Biographie

### Carrière en club
Charles "Lilly" Pollard débute à l'Alpha United FC dans le championnat du Guyana en 1991, mais passe l'essentiel de sa carrière dans différents club de la TT Pro League. Il est sacré deux fois champion de Trinité-et-Tobago en 2001 (avec le W Connection) et 2004 (avec le North East Stars).
Entre 2007 et 2009, il fait une incursion dans le football des États-Unis, aux Brooklyn Knights.

### Sélection nationale
Il fait ses débuts avec les Golden Jaguars, le 29 mars 1996, contre la Grenade, match comptant pour les qualifications à la Coupe du monde 1998. 
Il dispute également avec son pays les tours préliminaires de qualification aux Coupes du monde de 2010 et 2014.
Il porte en outre le brassard de capitaine entre 1999 et 2007.

#### Buts en sélection
| Buts en sélection de Charles Pollard | Buts en sélection de Charles Pollard | Buts en sélection de Charles Pollard    | Buts en sélection de Charles Pollard | Buts en sélection de Charles Pollard | Buts en sélection de Charles Pollard | Buts en sélection de Charles Pollard |
|                                      | Date                                 | Lieu                                    | Adversaire                           | Score                                | Résultat                             | Compétition                          |
| ------------------------------------ | ------------------------------------ | --------------------------------------- | ------------------------------------ | ------------------------------------ | ------------------------------------ | ------------------------------------ |
| 1.                                   | 26 février 2006                      | GFC Ground, Georgetown (Guyana)         | Antigua-et-Barbuda                   | 1-0                                  | 4-1                                  | Amical                               |
| 2.                                   | 30 juillet 2006                      | GFC Ground, Georgetown (Guyana)         | Sainte-Lucie                         | 1-0                                  | 2-0                                  | Amical                               |
| 3.                                   | 2 septembre 2011                     | Providence Stadium, Providence (Guyana) | Barbade                              | 2-0                                  | 2-0                                  | QCM 2014                             |

NB : Les scores sont affichés sans tenir compte du sens conventionnel en cas de match à l'extérieur (Guyana-Adversaire)

## Palmarès
W Connection
- Champion de Trinité-et-Tobago en 2001.
- Vainqueur de la Coupe de Trinité-et-Tobago en 2002.

 North East Stars
- Champion de Trinité-et-Tobago en 2004.
- Vainqueur de la Coupe de Trinité-et-Tobago en 2003.

 San Juan Jabloteh
- Vainqueur de la Coupe de Trinité-et-Tobago en 2005.

 Caledonia AIA
- Vainqueur de la Coupe de Trinité-et-Tobago en 2008.